# Есенкович, Сеад
Сеад Есенкович (босн. Sead Yesenkovich; 17 февраля 1943, Рогатица, Босния и Герцеговина — 22 ноября 2023, Вогошча) — югославский футболист и тренер, играл на позиции защитника.

## Биография

### Игровая карьера
Есенкович начал карьеру в клубе «Фамос», за который отыграл три сезона. Затем он перешёл в «Сараево», в составе которого отыграл семь сезонов и в 1967 году стал чемпионом Югославии. Его последним клубом в карьере стал «Единство», где он отыграл два сезона и завершил карьеру.

### Тренерская карьера
Работал в системе клуба «Сараево», как в молодёжной, так и во взрослой команде, а в 1999 году работал в тренерском штабе сборной Боснии и Герцеговины.

### Смерть
Скончался 22 ноября 2023 года в Вогошче в возрасте 80 лет.

## Достижения
«Сараево»
- Чемпион Югославии по футболу (1): 1966/1967